# 28 năm sau: Hậu tận thế
28 năm sau: Hậu tận thế (tiếng Anh: 28 Years Later) là một bộ phim kinh dị tuổi mới lớn hậu tận thế năm 2025 do Danny Boyle sản xuất, đạo diễn và Alex Garland viết kịch bản. Phần thứ ba trong loạt phim 28 Days Later sau 28 Days Later (2002) và 28 Weeks Later (2007), bộ phim có sự tham gia của Jodie Comer, Aaron Taylor-Johnson, Alfie Williams và Ralph Fiennes.
Phần ba của loạt phim được lên kế hoạch ngay sau khi 28 Weeks Later được phát hành. Dự án bị trì hoãn trong nhiều năm do xung đột về bản quyền phim. Năm 2024, Andrew Macdonald, nhà sản xuất loạt phim, mua lại bản quyền bộ phim đầu tiên từ Searchlight Pictures, sau đó bán cho Sony Pictures với điều kiện hãng phim đồng ý tài trợ cho các phần tiếp theo. 28 năm sau: Hậu tận thế đánh dấu sự trở lại của Boyle, Garland và nhà quay phim Anthony Dod Mantle trong loạt phim, cả ba người đều đã tham gia bộ phim đầu, và Cillian Murphy cũng đóng vai trò là giám đốc sản xuất. Bộ phim được quay liên tiếp với phần tiếp theo 28 Years Later: The Bone Temple.
28 năm sau: Hậu tận thế được Columbia Pictures phát hành tại Vương quốc Anh và Hoa Kỳ thông qua Sony Pictures Releasing vào ngày 20 tháng 6 năm 2025. Bộ phim được giới phê bình đánh giá tích cực và đã thu về 129,4 triệu đô la Mỹ trên toàn thế giới so với kinh phí 60 triệu đô la Mỹ.

## Nội dung
Trong đợt bùng phát đầu tiên của Virus Cuồng nộ vào năm 2002, một cậu bé tên là Jimmy Crystal bỏ trốn khỏi nhà trên Cao nguyên Scotland sau khi gia đình bị nhiễm virus. Cậu bé trú ẩn tại nhà thờ địa phương và thấy cha mình, một linh mục, đang cầu nguyện. Cha cậu bé tin rằng con virus là sự phán xét cuối cùng báo hiệu Ngày tận thế. Ông đưa cho Jimmy một dây chuyền thập giá và kêu cậu chạy trốn trước khi để bầy xác sống lây virus cho ông.
28 năm sau đợt bùng phát virus thứ hai, Virus Cuồng nộ đã bị xóa sổ khỏi châu Âu lục địa, trong khi Quần đảo Anh bị cách ly vô thời hạn. Một cộng đồng người sống sót sinh sống tại Lindisfarne, một đảo triều nối với đất liền bằng một con đường đắp cao. Trong số đó có hai vợ chồng Jamie và Isla cùng với Spike, cậu con trai 12 tuổi. Ilsa mắc một căn bệnh lạ gây suy nhược tinh thần. Jamie dẫn Spike lên đất liền để đi săn xác sống mừng tuổi thành niên.
Trên đất liền, họ tìm thấy một xác sống bị đóng dấu tên "Jimmy" bên trong một ngôi nhà đổ nát và chạm trán một bầy xác sống do một con Alpha chỉ huy, một biến thể to lớn và thông minh hơn. Hai cha con buộc phải trú ẩn qua đêm trong ngôi nhà và nhìn thấy những chiếc thuyền tuần tra cùng với một đám cháy ở sâu trong đất liền. Trong đêm, mái nhà bị sụp một phần và con Alpha truy đuổi Jamie với Spike đến tận cổng làng trước khi bị lính canh làng tiêu diệt bằng máy bắn đá.
Tại một bữa liên hoan ở làng, Spike phát hiện ra Jamie đang ngoại tình với Rosie, một giáo viên trường làng. Cậu bé về nhà và hỏi Sam về đám cháy trên đất liền. Sam đoán rằng ngọn lửa có thể là của Bác sĩ Kelson, một bác sĩ đa khoa trước đợt bùng phát. Spike hỏi Jamie liệu Bác sĩ Kelson có thể chữa khỏi bệnh cho Isla không. Jamie kể rằng ông đã nhìn thấy Bác sĩ Kelson đốt xác chết tập thể một cách man rợ. Spike bí mật dẫn mẹ lên đất liền để đi khám Bác sĩ Kelson. Hai mẹ con nghỉ qua đêm trong một nhà thờ đổ nát. Isla cứu Spike khỏi một xác sống trong khi cậu đang say ngủ nhưng không nói cho Spike biết.
Ở một diễn biến khác, lính thủy đánh bộ Thụy Điển Erik Sundqvist và đơn vị của anh buộc phải lên bờ sau khi tàu tuần tra bị đắm. Đơn vị của anh bị một bầy xác sống tấn công và Erik là người sống sót duy nhất. Erik phát hiện Spike và Isla bị một bầy xác sống khác bao vây và giải cứu họ. Trên đường đến Bác sĩ Kelson, ba người phát hiện một xác sống mang thai và Isla giúp cô sinh ra một đứa bé không bị nhiễm virus. Erik bắn chết xác sống và dọa giết đứa bé, nhưng bị một con Alpha tên Samson chặt đầu. Trong lúc nguy kịch, Bác sĩ Kelson xuất hiện và chế ngự Samson bằng một phi tiêu tẩm morphin-xylazine. Ông dẫn Spike và Ilsa đến một tòa tháp bằng xương của những thi thể mà ông đốt.
Bác sĩ Kelson chẩn đoán Ilsa bị ung thư giai đoạn cuối. Cô yêu cầu ông đánh thuốc mê cho Spike và an tử, hỏa táng cho cô, sau đó đưa hộp sọ cho Spike. Spike leo lên đỉnh tháp và đặt hộp sọ của Ilsa trên đỉnh. Bác sĩ Kelson khuyên Spike đưa đứa trẻ sơ sinh về đảo và dặn cậu khắc cốt ghi tâm tình yêu thương của Ilsa. Spike trở về Lindisfarne và để lại đứa bé gái sơ sinh ở trước cổng làng cùng với một bức thư cho Jamie trước khi rời đi. Jamie đuổi theo Spike nhưng bị thủy triều chặn lại.
28 ngày sau, Spike đang quyết tử với một bầy xác sống khi được một băng nhóm mặc đồ thể thao theo kiểu Jimmy Savile giải cứu. Một người đeo dây chuyền thập giá tự xưng là người cầm đầu băng nhóm và mời Spike gia nhập nhóm của anh.

## Diễn viên
- Alfie Williams trong vai Spike, con trai 12 tuổi của Jamie và Isla
- Jodie Comer trong vai Isla, vợ của Jamie mắc một căn bệnh bí ẩn
- Aaron Taylor-Johnson trong vai Jamie, chồng của Isla
- Ralph Fiennes trong vai Bác sĩ Ian Kelson, một bác sĩ sống sót sau đợt bùng phát virus
- Edvin Ryding trong vai Erik Sundqvist, một người lính Thụy Điển
- Chi Lewis-Parry trong vai "Samson", một con Alpha vạm vỡ đứng đầu một bầy xác sống[9]
- Christopher Fulford trong vai Sam, bạn của Jamie và một cư dân trên đảo
- Stella Gonet trong vai Jenny, một thành viên của hội đồng lãnh đạo đảo
- Jack O'Connell trong vai Sir Jimmy Crystal, thủ lĩnh của giáo phái "Jimmy" lấy cảm hứng từ Jimmy Savile và là người sống sót sau đợt bùng phát virus đầu tiên.
  - Rocco Haynes trong vai Jimmy thời trẻ

## Sản xuất

### Phát triển
Tháng 6 năm 2007, Fox Atomic xác nhận sẽ phát triển phần phim 28 Days Later thứ ba nếu 28 Weeks Later đạt chỉ tiêu doanh số sau khi được phát hành dưới dạng video gia đình. Tháng 7 cùng năm, Danny Boyle cho biết đã vạch ra cốt truyện của phần ba. Tháng 10 năm 2010, Alex Garland tuyên bố rằng dự án bị trì hoãn vì vấn đề bản quyền phim. Tháng 1 năm 2011, Boyle cho biết cốt truyện đang tiếp tục được phát triển và ông tin rằng dự án sẽ được thực hiện. Tuy nhiên, đến tháng 4 năm 2013, Boyle bày tỏ sự nghi ngờ về việc thực hiện bộ phim. Tháng 1 năm 2015, Garland xác nhận rằng dự án đang trong giai đoạn địa ngục phát triển, nhưng vẫn có những cuộc thảo luận nghiêm túc diễn ra ở hậu trường để thực hiện dự án. Ông cho biết dự án có tựa đề tạm thời là 28 Months Later. Tháng 6 năm 2019, Boyle xác nhận rằng anh và Garland sẽ cùng nhau thực hiện phần ba. Tháng 3 năm 2020, Imogen Poots cho biết cô sẵn sàng tiếp tục đảm nhận vai diễn của cô từ 28 Weeks Later. Cillian Murphy bày tỏ mối quan tâm tương tự vào tháng 5 năm 2021.
Tháng 11 năm 2022, Boyle, Garland và Murphy đều bày tỏ sự quan tâm đến việc thực hiện phần tiếp theo của 28 Days Later. Tháng 6 năm 2023, Boyle và Garland tuyên bố ý định thực hiện dự án, đồng thời thông báo rằng kịch bản hiện có tên là 28 năm sau. Boyle tuyên bố rằng ông muốn làm đạo diễn nếu Garland không có hứng thú. Tháng 7 năm 2023, Murphy một lần nữa bày tỏ sự quan tâm đến việc tiếp tục đảm nhận vai diễn của anh nếu Boyle và Garland tiếp tục đảm nhận vai trò sáng tạo của họ trong loạt phim.
Tháng 1 năm 2024, một dự án mang tên 28 năm sau được chính thức công bố như phần đầu trong một bộ ba phim. Danny Boyle đạo diễn bộ phim với kịch bản của Alex Garland. Garland cũng phụ trách viết kịch bản cho những phần tiếp theo. Boyle, Garland, Andrew Macdonald và Peter Rice đóng vai trò là nhà sản xuất. Tháng 2 năm 2024, Macdonald mua lại bản quyền bộ phim đầu tiên từ Searchlight Pictures, sau đó bán lại cho Sony Pictures cùng với bản quyền của các phần tiếp theo. Tháng 3 năm 2024, Garland xác nhận rằng ông đang viết một bộ ba phim. Tháng 4 năm 2024, Garland cho biết ông lấy cảm hứng từ bộ phim Kes khi viết kịch bản cho 28 năm sau. Cuối tháng 4 năm 2024, Murphy được tiết lộ là giám đốc sản xuất của bộ phim.
Columbia Pictures và DNA Films sản xuất bộ phim với sự tài trợ chính từ TSG Entertainment.

### Tuyển diễn viên
Tháng 4 năm 2024, Aaron Taylor-Johnson, Jodie Comer và Ralph Fiennes được chọn đóng vai chính. Tháng 5 năm 2024, Jack O'Connell được công bố sẽ tham gia bộ phim. Ban đầu có thông tin rằng Cillian Murphy sẽ tiếp tục vai Jim, nhưng nhà sản xuất Andrew Macdonald xác nhận Murphy sẽ không thủ vai, nhưng vẫn là giám đốc sản xuất của bộ phim. Erin Kellyman được công bố tham gia bộ phim vào tháng 6 năm 2024.

### Quay phim
Quay phim chính bắt đầu tại Northumberland vào ngày 7 tháng 5 năm 2024 và kết thúc vào ngày 29 tháng 7 năm 2024. Anthony Dod Mantle là nhà quay phim của bộ phim.
Bộ phim chủ yếu được quay bằng iPhone 15 Pro Max, ngoài ra còn sử dụng máy quay đeo trên người, máy bay không người lái và những máy ảnh, máy quay phim kỹ thuật số khác. Việc sử dụng máy ảnh kỹ thuật số nhỏ gợi nhớ đến bộ phim gốc 28 Day Laters được quay bằng Canon XL-1. Bộ phim có tỷ lệ khung hình 2,76:1, tương tự những bộ phim sử dụng Ultra Panavision 70, nhằm nhấn mạnh sự kịch tính và làm gia tăng sự căng thẳng bằng cách buộc khán giả phải liên tục quan sát khung hình rộng. Bộ phim có độ phân giải 4K với tốc độ lên tới 60 khung hình mỗi giây. Trong một số cảnh, các diễn viên tự thực hiện việc quay phim. Một số cảnh quay sử dụng hiệu ứng bullet time được thực hiện bằng một giàn quay tròn có từ tám đến 20 iPhone. Giàn quay cũng cho phép thực hiện một cảnh quay từ nhiều góc độ. Boyle giải thích rằng việc sử dụng iPhone cho phép đoàn làm phim dễ tiếp cận cảnh quan nông thôn của Northumbria vì không phải mang nhiều thiết bị và giảm thiểu tác động đến môi trường.
Quá trình quay phim chủ yếu diễn ra ở khu vực Đông Bắc Anh và Yorkshire và Humber. Các địa điểm quay phim bao gồm đảo triều Lindisfarne, Hexham, Bellingham, Rừng Kielder, Rothbury (Northumberland), Newcastle upon Tyne (Tyne and Wear), Waskerley (Quận Durham), Melsonby, Ripon, Tu viện Fountains, Thác Aysgarth, Redmire (Bắc Yorkshire) và Bradford (Tây Yorkshire), Plankey Mill Farm, gần Langley và Bardon Mill (Northumberland), và Cheddar Gorge, Somerset ở khu vực Tây Nam Anh.
Cây Sycamore Gap được dựng lại bằng hiệu ứng hình ảnh trong bộ phim sau khi bị đốn hạ vào năm 2023.

### Nhạc phim
Tháng 5 năm 2025, Young Fathers được xác nhận sẽ sáng tác nhạc phim, thay thế John Murphy, nhà soạn nhạc của hai phần phim trước đó.

## Phát hành
Trailer đầu tiên được phát hành vào ngày 10 tháng 12 năm 2024 và sử dụng bài thơ "Boots" của Rudyard Kipling với giọng đọc của diễn viên người Mỹ Taylor Holmes. Đoạn trailer lên xu hướng số 1 trên YouTube và đạt hơn 10 triệu lượt xem trong vòng 48 giờ. Stuart Heritage, nhà phê bình phim của The Guardian, bình luận rằng sự thú vị của bộ phim hoàn toàn nhờ vào đoạn trailer và bài thơ "Boots". Thành công của đoạn trailer khiến cho Sony quyết định phát hành lại bộ phim 28 Days Later trên các nền tảng kỹ thuật số vào ngày 18 tháng 12 năm 2024.
28 năm sau: Hậu tận thế được công chiếu đặc biệt vào ngày 19 tháng 6 năm 2025 tại Rạp chiếu phim Tyneside ở Newcastle upon Tyne, có sự tham dự của Boyle và Williams, cũng như nhiều thành viên đoàn làm phim, nhà cung cấp dịch vụ và diễn viên quần chúng từ Northumberland. Bộ phim được Sony Pictures Releasing phát hành tại Vương quốc Anh, Hoa Kỳ và Canada vào ngày 20 tháng 6 năm 2025.

## Đón nhận

### Doanh thu phòng vé
Tính đến ngày 11 tháng 7 năm 2025, 28 năm sau: Hậu tận thế đã thu về 63 triệu đô la Mỹ tại thị trường Hoa Kỳ và Canada và 66 triệu đô la Mỹ tại những thị trường khác, tổng doanh thu toàn cầu là 129 triệu đô la Mỹ.

### Đánh giá chuyên môn
Trên trang web tổng hợp đánh giá Rotten Tomatoes, 88% trong số 318 bài phê bình được xác định là tích cực.  Nhìn chung các nhà bình luận đều đồng thuận ở nội dung: "28 năm sau: Hậu tận thế khai thác nỗi lo lắng đương đại với sự thôi thúc dữ dội của một người bị nhiễm Virus Cuồng nộ, mang đến một chuyến đi hồi hộp ám ảnh và sâu sắc vượt ngoài mong đợi." Trang Metacritic sử dụng công thức bình quân gia quyền, đã chấm bộ phim số điểm 77/100 dựa trên 56 nhà phê bình, cho thấy "nhìn chung là thuận lợi". Hãng nghiên cứu tiếp thị CinemaScore chấm bộ phim số điểm "B" trên thang điểm từ A+ đến F, trong khi 52% khán giả được PostTrak khảo sát cho biết sẽ chắc chắc giới thiệu bộ phim.

### Đề cử và giải thưởng
| Giải thưởng                  | Thời gian           | Hạng mục                          | Đề cử                           | Kết quả      | Ct.           |
| ---------------------------- | ------------------- | --------------------------------- | ------------------------------- | ------------ | ------------- |
| Astra Midseason Movie Awards | 3 tháng 7 năm 2025  | Phim hay nhất                     | 28 năm sau: Hậu tận thế         | Đề cử        | [ 61 ]        |
| Astra Midseason Movie Awards | 3 tháng 7 năm 2025  | Đạo diễn xuất sắc nhất            | Danny Boyle                     | Đề cử        | [ 61 ]        |
| Astra Midseason Movie Awards | 3 tháng 7 năm 2025  | Nam diễn viên chính xuất sắc nhất | Alfie Williams                  | Đề cử        | [ 61 ]        |
| Astra Midseason Movie Awards | 3 tháng 7 năm 2025  | Nữ diễn viên phụ xuất sắc nhất    | Jodie Comer                     | Đề cử        | [ 61 ]        |
| Fangoria Chainsaw Awards     | Tháng 10 năm 2025   | Best Wide Release                 | 28 năm sau: Hậu tận thế         | Chưa công bố | [ 62 ] [ 63 ] |
| Fangoria Chainsaw Awards     | Tháng 10 năm 2025   | Đạo diễn xuất sắc nhất            | Danny Boyle                     | Chưa công bố | [ 62 ] [ 63 ] |
| Fangoria Chainsaw Awards     | Tháng 10 năm 2025   | Nam diễn viên phụ xuất sắc nhất   | Ralph Fiennes                   | Chưa công bố | [ 62 ] [ 63 ] |
| Fangoria Chainsaw Awards     | Tháng 10 năm 2025   | Best Cinematography               | Anthony Dod Mantle              | Chưa công bố | [ 62 ] [ 63 ] |
| Fangoria Chainsaw Awards     | Tháng 10 năm 2025   | Nhạc phim hay nhất                | Young Fathers                   | Chưa công bố | [ 62 ] [ 63 ] |
| Fangoria Chainsaw Awards     | Tháng 10 năm 2025   | Best Makeup FX                    | John Nolan                      | Chưa công bố | [ 62 ] [ 63 ] |
| Golden Trailer Awards        | 29 tháng 5 năm 2025 | Best of Show                      | Sony, Buddha Jones (for "Days") | Đoạt giải    | [ 64 ] [ 65 ] |
| Golden Trailer Awards        | 29 tháng 5 năm 2025 | Best Horror                       | Sony, Buddha Jones (for "Days") | Đề cử        | [ 64 ] [ 65 ] |
| Golden Trailer Awards        | 29 tháng 5 năm 2025 | Trailer sáng tạo nhất             | Sony, Buddha Jones (for "Days") | Đoạt giải    | [ 64 ] [ 65 ] |
| Golden Trailer Awards        | 29 tháng 5 năm 2025 | Lồng tiếng hay nhất               | Sony, Buddha Jones (for "Days") | Đoạt giải    | [ 64 ] [ 65 ] |
| Golden Trailer Awards        | 29 tháng 5 năm 2025 | Best Sound Editing                | Sony, Buddha Jones (for "Days") | Đề cử        | [ 64 ] [ 65 ] |
| Golden Trailer Awards        | 29 tháng 5 năm 2025 | Best Digital \| Horror/Thriller   | SOS, Sony, Buddha Jones         | Đề cử        | [ 64 ] [ 65 ] |